# Branko Kunst
Branko Kunst (ur. 21 czerwca 1904 w Zagrzebiu, zm. 1 września 1983 tamże) – chorwacki piłkarz, występujący na pozycji lewego pomocnika. Przed II wojną światową występował w barwach HAŠK-a Zagrzeb, był także reprezentantem Jugosławii. Po wojnie, w roku 1945 był pierwszym powojennym trenerem zespołu Dinamo Zagrzeb. Kunst pełnił także funkcję trenera reprezentacji Jugosławii głuchoniemych, był jednym z najlepszych powojennych chorwackich trenerów piłkarskich. Był współtworcą zagrzebskiej szkoły trenerskiej na Akademii Wychowania Fizycznego w Zagrzebiu.

## Kariera klubowa
Był graczem związanym z HAŠK-iem, gdzie występował przeszło 20 lat, lecz jako profesjonalny zawodnik był zawodnikiem HAŠK-a przez 15 lat, w międzyczasie w okresie kariery juniorskiej grając w zespole Mladost Zagrzeb. Występy w HAŠK-u zaczął w roku 1919 jako piętnastoletni zawodnik. Na samym początku kariery występował na pozycji lewego i środkowego obrońcy, jednak z czasem został przesunięty do przodu na placu gry. Odznaczał się znakomitą techniką, znany był z nieustępliwości, bardzo dobrego krycia i umiejętności skutecznego zastawiania się z piłką. Karierę uwieńczył w sezonie 1937/1938, kiedy to HAŠK wywalczył swoje jedyne mistrzostwo. Grę w piłkę nożną zakończył w roku 1939, w wieku 35 lat.

## Kariera reprezentacyjna
Kunst wystąpił w reprezentacji miasta Zagrzebia aż 37 razy, w latach 1924–1935. Siedmiokrotnie wystąpił w reprezentacji Jugosławii (w latach 1926–1930), debiutując 3 października 1926 przeciwko Rumunii, wygranym przez Jugosławię 3:2. Był członkiem drużyny, która pokonała na wyjeździe jedną z najlepszych ówcześnie drużyn na świecie, Francję. Jugosławia zwyciężyła 19 maja 1929 w Paryżu 3:1, jest to także jedyne w historii jugosłowiańskiej piłki zwycięstwo z Francją. Ostatni raz w reprezentacji Kunst wystąpił w potyczce rozgrywanej 26 stycznia 1930 w Atenach z Grecją w ramach Pucharu Bałkańskiego. Jugosłowianie przegrali ten mecz 1:2.
- 1. 3 października 1926, Zagrzeb, Jugosławia – Rumunia 2:3
- 2. 10 kwietnia 1927, Budapeszt, Węgry – Jugosławia 3:0
- 3. 10 maja 1929, Bukareszt, Rumunia – Jugosławia 2:3
- 4. 19 maja 1929, Paryż, Francja – Jugosławia 1:3
- 5. 28 czerwca 1929, Zagrzeb, Jugosławia – Czechosłowacja 3:3
- 6. 28 października 1929, Praga, Czechosłowacja – Jugosławia 4:3
- 7. 26 stycznia 1930, Ateny, Grecja – Jugosławia 2:1

Branko Kunst zmarł 1 września 1983 w Zagrzebiu, w wieku 79 lat.